# سایمن گس
سر سایمن لورنس گَس (به انگلیسی: Simon Lawrance Gass؛ متولد ۲ نوامبر ۱۹۵۶) از کارکنان دولت بریتانیا است. از سال ۲۰۱۹، وی ریاست کمیته اطلاعات مشترک را بر عهده داشته و در حال حاضر نماینده نخست‌وزیر انگلیس در افغانستان است. بین سالهای ۲۰۱۸ تا ۲۰۱۹، او فرمانده کالج سلطنتی مطالعات دفاعی بود. وی در دوران دیپلماتیک خود سفیر بریتانیا در یونان و ایران بود.

### سفیر در ایران
وی سفیر بریتانیا در ایران در سالهای ۲۰۰۹–۱۱ بود. او در بهار ۲۰۰۹ از سمت قبلی خود در یونان به این مقام رسید و در اعتراضات ژوئن ۲۰۰۹ به دنبال انتخاب مجدد محمود احمدی‌نژاد ، رئیس‌جمهور ایران حضور داشت.

## افتخارات
در افتخارات سالروز تولد ملکه در سال ۱۹۹۸، گس به عنوان صاحب نشان سنت مایکل و سنت جورج از نوع درجه سوم (CMG) منصوب شد. در افتخارات سال نو ۲۰۱۱، او به عنوان نشان سنت مایکل و سنت جورج (KCMG) مفتخر شد.